# Ivan Todorov
Ivan Todorov (n. 26 octombrie 1933, Sofia, Regatul Bulgariei – d. 14 februarie 2025, Sofia, Bulgaria) a fost un fizician-teoretician bulgar, membru al academiei bulgare de științe, cunoscut pentru contribuția la teoria axiomatică a câmpurilor și teoria rezonanțelor.

## Biografie și operă științifică
Ivan Todorov este fratele lingvistului  Țvetan Todorov. A absolvit Universitatea din Sofia în anul 1956 sub conducerea lui Iaroslav Tagamlițchii (1917-1983), ulterior a lucrat timp de mai mulți ani la Institututul Unificat de cercetări nucleare de la Dubna, unde a susținut tezele de doctor și doctor habilitat în științe fizico-matematice. Printre rezultatele cele mai importante din această perioadă se consideră elaborarea în colaborare cu academicienii sovietici Anatolie Logunov și Nicolai Bogoliubov a teoriei exiomatice cuantice a câmpurilor, care încearcă să prezinte atât electrodinamica cuantică, cât și teoria cuantică a câmpurilor de spin diferit, ca rezultând dintr-un număr minim de postulate. O asemenea teorie ar fi similară geometriei euclideene, care rezultă din 2 sau 3 postulate.
Ulterior  s-a ocupat de teoria rezonanțelor cuantice, care are aplicații largi în cele mai variate domenii ale fizicii, începănd de la solid, optică, teoria particulelor elementare și teoria semicuantică a gravitației.

## Publicații (selecție)
- N. N. Bogoliubov, A. A. Logunov and I. T. Todorov (1975): Introduction to Axiomatic Quantum Field Theory. Reading, Mass.: W. A. Benjamin, Advanced Book Program. ISBN 9780805309829. ISBN 0805309829.
- I. Todorov, Quasipotential Equation Corresponding to the Relativistic Eikonal Approximation, Phys. Rev. D3, N.10, 1971, p. 2351